# صفيلح

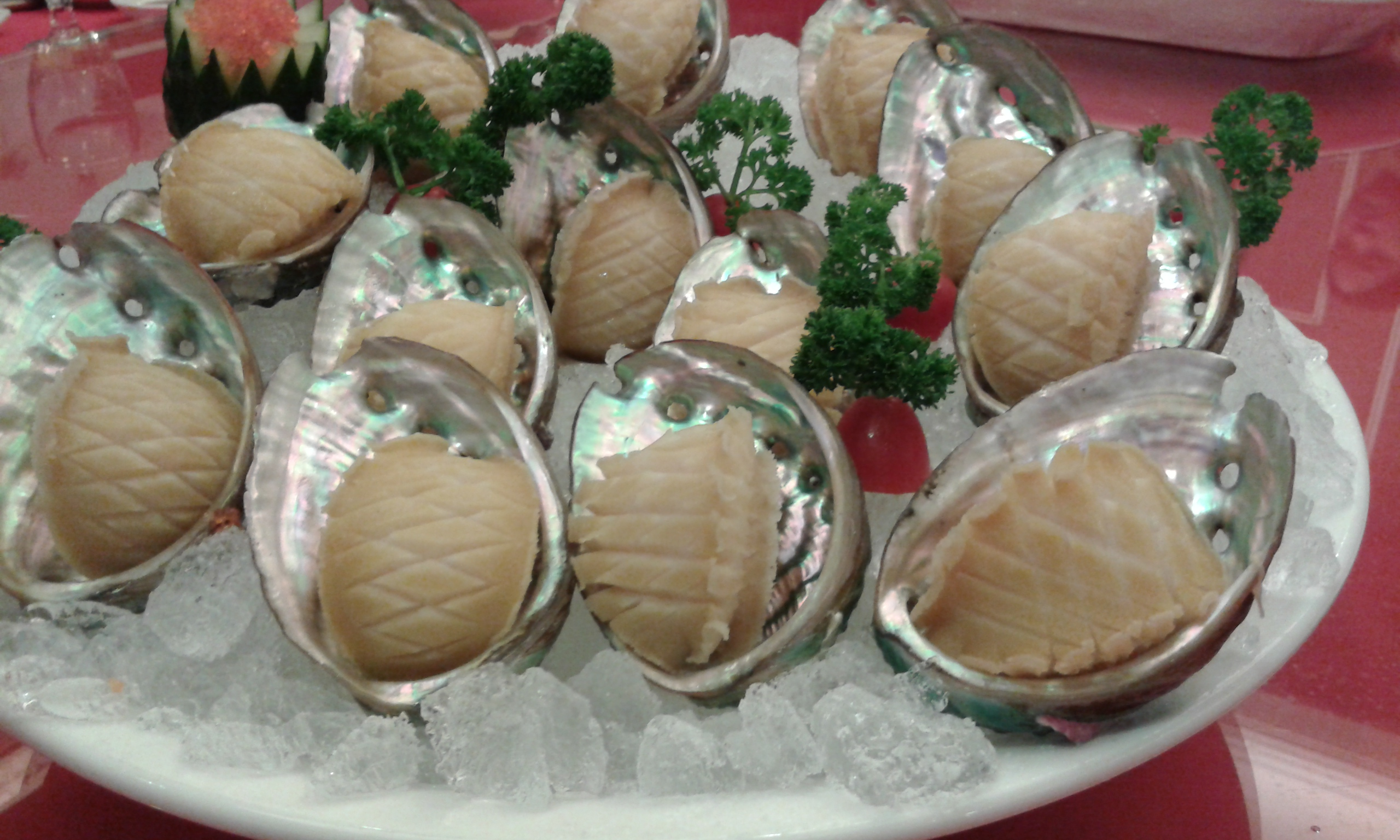
طبق أذن البحر في ماكاو

أذن البحر أو الصفيلح أو حلزون بحري (بالإنجليزية: Abalone)‏ كائن بحري من الرخويات. يطلق عليه البعض أذن البحر. له عدة مسميات، مثل:  
- باللغة العربية (أذن البحر)
- باللهجة المحلية الظفارية (صفيلح)

## أين يتواجد الصفيلح
تمتلك عائلة هذه الكائن توزيعًا عالميًا، على طول المياه الساحلية لكل قارة، باستثناء ساحل المحيط الهادئ في أمريكا الجنوبية، والساحل الشرقي للولايات المتحدة، والقطب الشمالي، والقارة القطبية الجنوبية. تم العثور على غالبية أنواع أذن البحر في المياه الباردة، مثل قبالة سواحل نيوزيلندا وجنوب أفريقيا وأستراليا وأمريكا الشمالية الغربية واليابان.يتمركز الصفيلح على شواطئ محافظة ظفار في سلطنة عمان وتحديداً في منطقة حدبين في ولاية سدح.

## أنواع الصفيلح
تذبذب عدد الأنواع التي تم التعرف عليها ضمن جنس هولوتيوس مع مرور الوقت، ويعتمد على المصدر الذي يتم استشارته. يتراوح عدد الأنواع المعترف بها من 30 إلى 130. تجد هذه القائمة حلاً وسطًا باستخدام قاعدة بيانات "WoRMS"، بالإضافة إلى بعض الأنواع التي تمت إضافتها، ليصبح المجموع 57. يوجد في عمان نوع واحد فقط وهو هولوتيوس ماريا حيث لا يتواجد هذا النوع في أي مكان آخر في العالم ويعتبر من أجود الأصناف في العالم

## أهمية الصفيلح في الغذاء
تكمن أهمية الصفيلح في علاج أمراض العيون كعمى الألوان والعمى الليلي وأمراض حصى الكلى والحروق والكآبة وأمراض الإعياء المزمنة.

## مستقبل الصفيلح في سلطنة عمان
يعتبر الصفيلح من أهم الموارد البحرية في سلطنة عمان وقد ينخفض سعر الكيلو من فترة إلى أخرى قد سجل اعلى سعر في الاعوام السابقة إلى 60 -70 ريالاً عمانياً وإذا انخفض يصل إلى 30 -35 ريالاً عمانياً
ويعتبر أهم أسباب انخفاض سعر الكيلو هو أن بعض الدول مثل كوريا الجنوبية والصين قامت باستخدام تقنية استزراع الصفيلح، مما أدى إلى تراجع الطلب على الصفيلح في الأسواق العالمية كذلك توفر مخزون كبير لدى التجار العمانيين من العام السابق.
تقوم وزارة الزراعة والثروة السمكية في سلطنة عمان بتحديد موسم الغوص لصيد الصفيلح كل عام حيث تم تحديد الفترة في عام 2014 خلال الفترة من 7 إلى 18 من ديسمبر وقد استاء الغواصون جداً من هذه الفترة والسبب برودة الجو في ديسمبر كذلك بسبب هيجان البحر وان 12 يوماً ليست كافية لغوص الصفيلح بينما في الأعوام السابقة تصل الفترة إلى شهر أو شهرين.

## إنتاج الصفيلح العالمي
أكثر الدول إنتاجاً للصفيلح عن طريق المصائد هي اليابان وأستراليا والمكسيك ونيوزيلندا والولايات المتحدة الأميركية وجنوب أفريقيا. إضافةً إلى سلطنة عمان، التي تعتبر أقل إنتاجاً بالنسبة للدول المذكورة.

## الضوابط المنظمة لغوص الصفيلح للصيادين وتجار الصفيلح
1. الحصول على ترخيص من دوائر التنمية السمكية.
2. يمنع استخدام أسطوانات ومعدات الغوص والتنفس تحت الماء أثناء عمليات الصيد.
3. يمنع استخدام الأنوار الكاشفة والإضاءة الاصطناعية بكل أنواعها أثناء الغوص.
4. منع بيع الصفيلح لغير التجار المرخص لهم.
5. منع تقليب الصخور في بيئات الصفيلح إضافة إلى منع الغوص من وقت غروب الشمس إلى شروقها.[10][11][12]

## روابط خارجية
- Chisholm, Hugh, ed. (1911). "Abalone" . Encyclopædia Britannica (بالإنجليزية) (11th ed.). Cambridge University Press.
- Abalone: Species Diversity
- ABMAP: The Abalone Mapping Project
- Abalone biology
- Conchology
- Hardy's Internet Guide to Marine Gastropods : Shell Catalog
- book on crafting with Abalone Shell
- Fisheries Western Australia - Abalone Fact Sheet
- Imagemap of worldwide abalone distribution
- Oman’s Abalone Harvest
- Pro abalone diver, Mallacoota, Victoria (1967)
- Tathra NSW(1961), Abalone (1963)
- Field، Les (2008). Lomawaima، K. Tsianina (المحرر). Abalone Tales: Collaborative Explorations of Sovereignty and Identity in Native California. Durham, NC: Duke University Press. {{استشهاد بكتاب}}: الوسيط غير المعروف |الرقم المعياري= تم تجاهله يقترح استخدام |ردمك= (مساعدة)
- Geiger، Daniel L.؛ Poppe، G. T. (2000). A Conchological Iconography: The family Haliotidae. Hackenheim Germany: Conchbooks. {{استشهاد بكتاب}}: الوسيط |ref=harv غير صالح (مساعدة)
- Pollard، Graham (2001). "Abalone Fishing in South Australia" (PDF). South Pacific Underwater Medicine Society Journal. ج. 31 ع. 3. مؤرشف من الأصل (PDF) في 2019-04-12. اطلع عليه بتاريخ 2014-08-16. {{استشهاد بدورية محكمة}}: الوسيط |ref=harv غير صالح (مساعدة)